# Belgische Fußballnationalmannschaft
Die belgische Fußballnationalmannschaft (niederländisch Belgisch voetbalelftal, französisch Équipe de Belgique de football) ist die Fußball-Auswahl des westeuropäischen Staates Belgien. Die bisher größten Erfolge der „Rote Teufel“ genannten belgischen Mannschaft waren der Olympiasieg 1920, der zweite Platz bei der Europameisterschaft 1980 und der dritte Platz bei der Weltmeisterschaft 2018. Belgien belegte von November 2015 bis April 2016 und von September 2018 bis März 2022 den ersten Platz in der FIFA-Weltrangliste der Männer.

## Geschichte

### 20. Jahrhundert

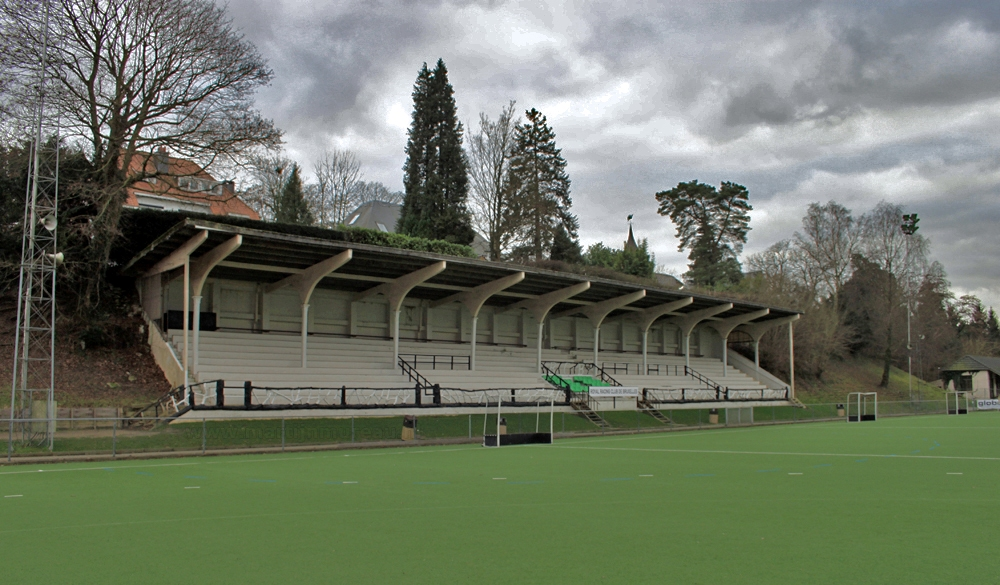
Haupttribüne des Stadions „De Ganzenvijver/Stade du Vivier d’Oie“ in Uccle/Ukkel, in dem 1904 das erste Länderspiel ausgetragen wurde

Das erste offizielle Länderspiel fand am 1. Mai 1904 vor 1500 Zuschauern in Uccle/Ukkel im Stadion des Racing Club de Bruxelles, im De Ganzenvijver/Stadion du Vivier d’Oie gegen Frankreich statt und endete 3:3. Dabei wurde zwischen dessen Vereinssekretär Louis Muhlinghaus und der französischen Delegation die Gründung der FIFA angeregt, die dann am 21. Mai 1904 in Paris erfolgte.
Der Name „Rote Teufel“ stammt aus dem Jahre 1906, als ein Fußballreporter meinte, die Belgier würden wie Teufel in roten Trikots spielen.
Die belgische Nationalmannschaft hatte ihre erste Blütezeit Anfang der 1920er Jahre, als sie Olympiasieger in Antwerpen wurde und auch als eine der wenigen europäischen Mannschaften an der ersten Weltmeisterschaft in Uruguay teilnahm. Erst in den 1970ern und 1980ern konnte Belgien an diese Erfolge wieder anknüpfen. Damals erreichte das belgische Team mit Spielern wie Jean-Marie Pfaff und Jan Ceulemans beachtliche Erfolge bei Weltmeisterschaften und Europameisterschaften.
In der Qualifikation zur Weltmeisterschaft 1974 scheiterte man allerdings ohne Gegentor bei zwei Unentschieden gegen den späteren Vizeweltmeister Niederlande nur wegen der schlechteren Tordifferenz.

### 21. Jahrhundert
Nach der Weltmeisterschaft 2002 begann der Niedergang der belgischen Nationalelf, als sie von der Europameisterschaft 2004 in Portugal bis zur Europameisterschaft 2012 in Polen und der Ukraine fünf aufeinanderfolgende große Turniere verpassten. Währenddessen erreichte die belgische U21-Nationalmannschaft bei der U21-Europameisterschaft 2007 das Halbfinale und qualifizierte sich für die Olympischen Spiele 2008 in Peking, bei denen Belgien den vierten Platz belegte. Spieler wie Witsel, Vermaelen, Vertonghen oder Fellaini wurden in den folgenden Jahren Leistungsträger in der belgischen A-Nationalmannschaft.
Die Mannschaft scheiterte in den Qualifikationen zur EM 2008 und der WM 2010. In der Qualifikation für die EM 2012 traf Belgien in Gruppe A auf Deutschland, die Türkei, Österreich, Kasachstan und Aserbaidschan, wurde Gruppendritter und verpasste damit die Qualifikation auch für dieses Turnier.
Nachdem der seit 2010 amtierende Nationaltrainer Georges Leekens im Sommer 2012 zurückgetreten war, wurde sein Co-Trainer Marc Wilmots zum Interimstrainer. Dieser wurde später zum neuen Cheftrainer der belgischen Nationalmannschaft ernannt. Die belgische Nationalmannschaft qualifizierte sich daraufhin als Gruppensieger und ohne einzige Niederlage für die Weltmeisterschaft 2014 in Brasilien. Ein Teil des Erfolges wurde Marc Wilmots zugewiesen, als er aus einer zuvor zerstrittenen Mannschaft eine Einheit geformt hatte und seinen Spielern Freiheit gewährte, aber auch Disziplin verlangte. Er stellte zudem im belgischen Fußballverband professionelle Bedingungen her, wobei die Mannschaft eine Mischung aus erfahrenen Spielern sowie als herausragend geltenden Talenten war. Dabei hatten einige Spieler ausländische Wurzeln. Bei der Endrunde in Brasilien traf die belgische Elf in der Gruppenphase auf Algerien, Russland und Südkorea. Dabei gewannen sie alle drei Partien und qualifizierten sich als Gruppensieger für das Achtelfinale, in der die Belgier die Vereinigten Staaten mit 2:1 nach Verlängerung schlugen. Im Viertelfinale schied Belgien gegen Argentinien aus.
Nachdem sich Belgien für die Europameisterschaft 2016 in Frankreich qualifiziert hatte, eroberten sie sich den ersten Platz in der FIFA-Weltrangliste, verloren diesen allerdings nach einer Testspielniederlage im März 2016 gegen Portugal an Argentinien. Nachdem die belgische Nationalmannschaft bei der EM-Endrunde in Frankreich ihrer Rolle als Favorit nicht gerecht geworden und im Viertelfinale gegen Wales ausgeschieden war, wurde Wilmots entlassen. Nachdem der Spanier Roberto Martínez die Nachfolge angetreten hatte, qualifizierte sich Belgien als erste europäische Mannschaft neben Gastgeber Russland für die Weltmeisterschaft 2018 und errang mit drei Siegen in drei Spielen den Gruppensieg. In der Folge erreichten sie nach Siegen gegen Japan (3:2) und Rekordweltmeister Brasilien (2:1) das Halbfinale und verloren dort gegen den späteren Weltmeister Frankreich (0:1). Das Turnier beendete Belgien auf dem dritten Platz, nachdem England mit 1:0 geschlagen worden war.
Bei der Qualifikation zur Europameisterschaft 2021 gewannen die Belgier in ihrer Gruppe alle 10 Spiele und wurden damit Gruppenerster vor Russland. Für die Endrunde 2021 wurden sie erneut mit Russland in dieselbe Gruppe eingeteilt. Nach Siegen gegen die Russen (3:0), Dänemark (2:1) und Finnland (2:0) qualifizierte sich Belgien als Gruppenerster für das Achtelfinale, in welchem es 1:0 gegen Portugal gewann und sich für das Viertelfinale gegen Italien qualifizierte. Dieses ging mit 1:2 verloren.

## Teilnahme Belgiens an der Europameisterschaft
Belgien nahm sechsmal an der Endrunde zur Europameisterschaft teil, davon einmal als Gastgeber bei vier Teilnehmern, wofür sich auch Belgien qualifizieren musste, zweimal an einer Endrunde mit acht Teilnehmern, zweimal an einer Endrunde mit 24 Teilnehmern und einmal als automatisch qualifizierter Gastgeber mit 16 Teilnehmern.
| Jahr | Gastgeberland           | Teilnahme bis …    | Letzte(r) Gegner                  | Ergebnis | Bemerkungen und Besonderheiten |
| ---- | ----------------------- | ------------------ | --------------------------------- | -------- | --- |
| 1960 | Frankreich              | nicht teilgenommen |                                   |          | |
| 1964 | Spanien                 | nicht qualifiziert |                                   |          | In der Vorrunde an Jugoslawien gescheitert. |
| 1968 | Italien                 | nicht qualifiziert |                                   |          | In der Qualifikation an Frankreich gescheitert. |
| 1972 | Belgien                 | Spiel um Platz 3   | Ungarn                            | Dritter  | |
| 1976 | Jugoslawien             | nicht qualifiziert |                                   |          | Im Viertelfinale am späteren Dritten Niederlande gescheitert. |
| 1980 | Italien                 | Finale             | Deutschland                       | Zweiter  | |
| 1984 | Frankreich              | Vorrunde           | Dänemark, Frankreich, Jugoslawien | –        | Als Gruppendritter ausgeschieden |
| 1988 | BR Deutschland          | nicht qualifiziert |                                   |          | In der Qualifikation an Irland gescheitert. |
| 1992 | Schweden                | nicht qualifiziert |                                   |          | In der Qualifikation an Deutschland gescheitert. |
| 1996 | England                 | nicht qualifiziert |                                   |          | In der Qualifikation an Dänemark und Spanien gescheitert. |
| 2000 | Niederlande und Belgien | Vorrunde           | Italien, Schweden, Türkei         | –        | Als Gruppendritter ausgeschieden |
| 2004 | Portugal                | nicht qualifiziert |                                   |          | In der Qualifikation an Bulgarien und Kroatien gescheitert. |
| 2008 | Österreich und Schweiz  | nicht qualifiziert |                                   |          | In der Qualifikation an Portugal und Polen gescheitert. |
| 2012 | Polen und Ukraine       | nicht qualifiziert |                                   |          | In der Qualifikation an Deutschland und der Türkei gescheitert. |
| 2016 | Frankreich              | Viertelfinale      | Wales                             | –        | In der Qualifikation traf Belgien auf Bosnien und Herzegowina, Israel, Wales, Zypern und Andorra. |
| 2021 | Europa                  | Viertelfinale      | Italien                           | –        | In der Qualifikation traf Belgien auf Russland, Zypern, Schottland, Kasachstan und San Marino. Nach drei Siegen gegen Russland, Dänemark und Finnland gewann Belgien das Achtelfinale gegen Portugal und qualifizierte sich für das Viertelfinale gegen Italien, das sie verloren und sich daher nicht für das Halbfinale qualifizieren konnten. |
| 2024 | Deutschland             | Achtelfinale       | Frankreich                        | –        | Gegner in der Qualifikation waren Schweden, Österreich, Estland, und Aserbaidschan. |

## Teilnahme Belgiens an der Weltmeisterschaft
Belgien nahm 14-mal an Endrunden von Weltmeisterschaften teil.
| Jahr | Gastgeberland     | Teilnahme bis …    | Letzte(r) Gegner              | Platz | Trainer            | Bemerkungen und Besonderheiten |
| ---- | ----------------- | ------------------ | ----------------------------- | ----- | ------------------ | --- |
| 1930 | Uruguay           | Vorrunde           | USA, Paraguay                 | 11.   | Hector Goetinck    | Erste Spiele außerhalb Europas |
| 1934 | Italien           | Achtelfinale       | Deutschland                   | 15.   | Hector Goetinck    | |
| 1938 | Frankreich        | Achtelfinale       | Frankreich                    | 13.   | Jack Butler        | |
| 1950 | Brasilien         | nicht teilgenommen |                               |       |                    | |
| 1954 | Schweiz           | Vorrunde           | England, Italien              | 12.   | Dugald Livingstone | |
| 1958 | Schweden          | nicht qualifiziert |                               |       |                    | In der Qualifikation an Frankreich gescheitert |
| 1962 | Chile             | nicht qualifiziert |                               |       |                    | In der Qualifikation an der Schweiz gescheitert |
| 1966 | England           | nicht qualifiziert |                               |       |                    | In der Qualifikation an Bulgarien gescheitert |
| 1970 | Mexiko            | Vorrunde           | El Salvador, UdSSR, Mexiko    | 10.   | Raymond Goethals   | |
| 1974 | Deutschland       | nicht qualifiziert |                               |       |                    | In der Qualifikation an den Niederlanden gescheitert |
| 1978 | Argentinien       | nicht qualifiziert |                               |       |                    | In der Qualifikation an den Niederlanden gescheitert |
| 1982 | Spanien           | Zwischenrunde      | Polen, UdSSR                  | 10.   | Guy Thys           | |
| 1986 | Mexiko            | Spiel um Platz 3   | Frankreich                    | 4.    | Guy Thys           | Halbfinalniederlage gegen den späteren Weltmeister Argentinien |
| 1990 | Italien           | Achtelfinale       | England                       | 11.   | Guy Thys           | Aus nach Verlängerung |
| 1994 | USA               | Achtelfinale       | Deutschland                   | 11.   | Paul Van Himst     | |
| 1998 | Frankreich        | Vorrunde           | Niederlande, Mexiko, Südkorea | 19.   | Georges Leekens    | |
| 2002 | Südkorea/Japan    | Achtelfinale       | Brasilien                     | 14.   | Robert Waseige     | |
| 2006 | Deutschland       | nicht qualifiziert |                               |       |                    | In der Qualifikation an Serbien-Montenegro und Spanien gescheitert |
| 2010 | Südafrika         | nicht qualifiziert |                               |       |                    | In der Qualifikation am späteren Weltmeister Spanien gescheitert |
| 2014 | Brasilien         | Viertelfinale      | Argentinien                   | 6.    | Marc Wilmots       | In der Qualifikation traf Belgien auf Kroatien, Mazedonien, Schottland, Serbien und Wales. Mit dem 2:1-Sieg gegen Kroatien am 11. Oktober 2013 qualifizierte sich Belgien für die Weltmeisterschaft. In der Gruppenphase der Endrunde traf Belgien auf Algerien, Russland und Südkorea. Durch Siege gegen alle drei Mannschaften sicherte sich die belgische Mannschaft einen Platz im Achtelfinale, in dem Belgien gegen die Mannschaft der USA mit 2:1 n. V. gewann. Im Viertelfinale schied die Mannschaft gegen Argentinien aus. |
| 2018 | Russland          | Spiel um Platz 3   | England                       | 3.    | Roberto Martínez   | In der UEFA-Qualifikation konnte sich Belgien am drittletzten Spieltag als erste europäische Mannschaft sportlich für die Endrunde qualifizieren und setzte sich dabei gegen Bosnien und Herzegowina, Griechenland, Estland, Gibraltar und Zypern durch. Bei der WM hatte sich Belgien in der Vorrunde gegen Panama (3:0), Tunesien (5:2) und England (1:0), im Achtelfinale gegen Japan (3:2), im Viertelfinale gegen Brasilien (2:1) durchgesetzt und im Halbfinale gegen den späteren Weltmeister Frankreich verloren (1:0). Durch einen 2:0-Sieg gegen England erreichte die Mannschaft den 3. Platz und damit das beste Ergebnis einer WM in der Geschichte des belgischen Fußballs. |
| 2022 | Katar             | Vorrunde           | Kanada, Marokko, Kroatien     | 23.   | Roberto Martínez   | Nach einem 1:0-Sieg gegen Kanada, einer 0:2-Niederlage gegen Marokko und einem torlosen Remis gegen Kroatien in der Vorrunde gescheitert. |
| 2026 | Kanada/USA/Mexiko |                    |                               |       |                    | Gegner in der Qualifikation sind Kasachstan, Liechtenstein, Nordmazedonien und Wales |

## Teilnahme Belgiens an den für A-Nationalmannschaften zugänglichen Olympischen Spielen
| 1908 in London    | nicht teilgenommen |
| 1912 in Stockholm | nicht teilgenommen |
| 1920 in Antwerpen | Olympiasieger      |
| 1924 in Paris     | Achtelfinale       |
| 1928 in Amsterdam | Viertelfinale      |
| 1936 in Berlin    | nicht teilgenommen |
| 1948 in London    | nicht teilgenommen |

## UEFA Nations League
| Jahr    | Ligen                 | Gegner                                      | Trainer          | Ergebnis |
| ------- | --------------------- | ------------------------------------------- | ---------------- | -------- |
| 2018/19 | Liga A – Gruppenphase | Schweiz, Island                             | Roberto Martínez | 5. Platz |
| 2020/21 | Liga A – Gruppenphase | Dänemark, England, Island, Spanien, Italien | Roberto Martínez | 4. Platz |
| 2022/23 | Liga A – Gruppenphase | Niederlande, Polen, Wales                   | Roberto Martínez | 7. Platz |

## Aktueller Kader
Die Tabelle nennt die Spieler, die in den Kader für die Spiele in der Nations League Relegation im März 2025 berufen wurden.
- Stand: 23. März 2025 (nach dem 2. Spiel gegen die Ukraine)

| Name                 | Geburtstag | Spiele  | Tore    | Verein              | Debüt   | Letzter Einsatz   |         |
| Torwart              | Torwart    | Torwart | Torwart | Torwart             | Torwart | Torwart           | Torwart |
| -------------------- | ---------- | ------- | ------- | ------------------- | ------- | ----------------- | ------- |
| Thibaut Courtois     | 11.05.1992 | 103     | 0       | Real Madrid         | 2011    | 20. März 2025     |         |
| Senne Lammens        | 07.07.2002 | 000     | 0       | Royal Antwerpen     | –       | –                 |         |
| Matz Sels            | 26.02.1992 | 009     | 0       | Nottingham Forest   | 2021    | 23. März 2025     |         |
| Maarten Vandevoordt  | 26.02.2002 | 000     | 0       | RB Leipzig          | –       | –                 |         |
| Abwehr               |            |         |         |                     |         |                   |         |
| Timothy Castagne     | 05.12.1995 | 054     | 02      | FC Fulham           | 2018    | 23. März 2025     |         |
| Zeno Debast          | 24.10.2003 | 018     | 0       | Sporting Lissabon   | 2022    | 23. März 2025     |         |
| Maxim De Cuyper      | 22.12.2000 | 008     | 02      | FC Brügge           | 2024    | 23. März 2025     |         |
| Koni De Winter       | 12.06.2002 | 002     | 0       | CFC Genua           | 2024    | 20. März 2025     |         |
| Wout Faes            | 03.04.1998 | 026     | 0       | Leicester City      | 2022    | 23. März 2025     |         |
| Brandon Mechele      | 28.01.1993 | 004     | 0       | FC Brügge           | 2019    | 20. März 2025     |         |
| Thomas Meunier       | 12.09.1991 | 069     | 08      | OSC Lille           | 2013    | 23. März 2025     |         |
| Arthur Theate        | 25.05.2000 | 023     | 0       | Eintracht Frankfurt | 2021    | 14. November 2024 |         |
| Mittelfeld           |            |         |         |                     |         |                   |         |
| Kevin De Bruyne      | 28.06.1991 | 109     | 30      | Manchester City     | 2010    | 23. März 2025     |         |
| Bryan Heynen         | 06.02.1997 | 001     | 0       | KRC Genk            | 2025    | 23. März 2025     |         |
| Jorthy Mokio         | 29.02.2008 | 001     | 0       | Ajax Amsterdam      | 2025    | 20. März 2025     |         |
| Nicolas Raskin       | 23.02.2001 | 002     | 0       | Glasgow Rangers     | 2025    | 23. März 2025     |         |
| Youri Tielemans      | 07.05.1997 | 075     | 09      | Aston Villa         | 2016    | 20. März 2025     |         |
| Hans Vanaken         | 24.08.1992 | 025     | 05      | FC Brügge           | 2018    | 23. März 2025     |         |
| Sturm                |            |         |         |                     |         |                   |         |
| Charles De Ketelaere | 10.03.2001 | 021     | 02      | Atalanta Bergamo    | 2020    | 20. März 2025     |         |
| Jérémy Doku          | 27.05.2002 | 031     | 02      | Manchester City     | 2020    | 23. März 2025     |         |
| Malick Fofana        | 31.03.2005 | 001     | 0       | Olympique Lyon      | 2024    | 10. Oktober 2024  |         |
| Romelu Lukaku        | 13.05.1993 | 122     | 88      | SSC Neapel          | 2010    | 23. März 2025     |         |
| Dodi Lukébakio       | 24.09.1997 | 025     | 02      | FC Sevilla          | 2020    | 20. März 2025     |         |
| Loïs Openda          | 16.02.2000 | 026     | 03      | RB Leipzig          | 2022    | 17. November 2024 |         |
| Alexis Saelemaekers  | 27.06.1999 | 014     | 01      | AS Rom              | 2020    | 23. März 2025     |         |
| Leandro Trossard     | 04.12.1994 | 043     | 10      | FC Arsenal          | 2020    | 23. März 2025     |         |

## Rekordspieler
(Stand: 23. März 2025)
| Spiele | Spieler             | Zeitraum         | Tore  |
| ------ | ------------------- | ---------------- | ----- |
| 157    | Jan Vertonghen      | 2007–2024        | 10    |
| 132    | Axel Witsel         | seit 2008        | 12    |
| 127    | Toby Alderweireld   | 2009–2022        | 05    |
| 126    | Eden Hazard         | 2008–2022        | 33    |
| 122    | Romelu Lukaku       | seit 2010        | 88    |
| 109    | Kevin De Bruyne     | seit 2010        | 30    |
| 109    | Dries Mertens       | 2011–2022        | 21    |
| 103    | Thibaut Courtois    | 2011–2023, 2025– | 0     |
| 096    | Jan Ceulemans       | 1977–1991        | ref23 |
| 094    | Timmy Simons        | 2001–2013        | 06    |
| 089    | Vincent Kompany     | 2004–2019        | 04    |
| 087    | Marouane Fellaini   | 2007–2018        | 18    |
| 086    | Eric Gerets         | 1975–1991        | 0ref2 |
| 086    | Franky Van der Elst | 1984–1998        | 01    |
| 085    | Daniel Van Buyten   | 2001–2014        | 10    |
| 085    | Thomas Vermaelen    | 2006–2021        | 02    |
| 084    | Enzo Scifo          | 1984–1998        | ref18 |
| 082    | Mousa Dembélé       | 2006–2018        | 05    |
| 081    | Paul Van Himst      | 1960–1974        | 30    |
| 078    | Bart Goor           | 1999–2008        | 13    |
| 078    | Yannick Carrasco    | seit 2015        | 11    |
| 077    | Georges Grün        | 1984–1995        | 06    |
| 075    | Youri Tielemans     | seit 2016        | 09    |
| 070    | Lorenzo Staelens    | 1990–2000        | 08    |
| 070    | Marc Wilmots        | 1994–2002        | ref28 |

| Tore  | Spieler            | Zeitraum  | Spiele |
| ----- | ------------------ | --------- | ------ |
| 88    | Romelu Lukaku      | seit 2010 | 122    |
| 33    | Eden Hazard        | 2008–2022 | 126    |
| 30    | Paul Van Himst     | 1960–1974 | 081    |
| 30    | Bernard Voorhoof † | 1928–1940 | 061    |
| 30    | Kevin De Bruyne    | seit 2010 | 109    |
| ref28 | Marc Wilmots       | 1994–2002 | 070    |
| ref27 | Joseph Mermans †   | 1945–1956 | 056    |
| ref27 | Michy Batshuayi    | seit 2015 | 055    |
| ref26 | Raymond Braine †   | 1925–1939 | 0ref54 |
| ref26 | Robert De Veen †   | 1906–1913 | 023    |
| 24    | Wesley Sonck       | 2001–2010 | 055    |
| ref23 | Marc Degryse       | 1984–1996 | 063    |
| ref23 | Jan Ceulemans      | 1977–1991 | 096    |
| 21    | Henri Coppens †    | 1949–1959 | 047    |
| 21    | Dries Mertens      | 2011–2022 | 109    |

Quellen: rsssf.org, belgianfootball.be eu-football.info

## Nationaltrainer
| - William Maxwell (1910–1914) - Charles Bunyan (1914) - William Maxwell (1914–1928) - Viktor Löwenfeld (1928–1930) - Hector Goetinck (1930–1934) - Jules Turnhauer (1934–1935) - Jack Butler (1935–1939) - Hector Goetinck (1939–1940) - François Demol (1940–1946) - Bill Gormlie (1946–1953) - Doug Livingstone (1953–1954) - André Vandeweyer (1954–1957) - Louis Nicolay (1957) - Géza Toldi (1957–1958) - Constant Vanden Stock (Sélectionneur) (1958–1968) - Viktor Havlicek (1958–1960) - Henri Dekens (1960–1961) - Arthur Ceuleers (1961–1966) | - Raymond Goethals (1966–1968) - Raymond Goethals (1968–1976) - Guy Thys (1976–1989) - Walter Meeuws (1989–1990) - Guy Thys (1990–1991) - Paul Van Himst (1991–1996) - Wilfried Van Moer (1996–1997) - Georges Leekens (1997–1999) - Robert Waseige (1999–2002) - Aimé Anthuenis (2002–2005) - René Vandereycken (2006–2009) - Franky Vercauteren (2009) - Dick Advocaat (2009–2010) - Georges Leekens (2010–2012) - Marc Wilmots (2012–2016) - Roberto Martínez (2016–2022) - Domenico Tedesco (2023–2025) |

## Länderspiele gegen deutschsprachige Fußballnationalmannschaften

### Länderspiele gegen diedeutsche Fußballnationalmannschaft
|     | Datum              | Ort               | Heimmannschaft  | Resultat | Gastmannschaft  |
| --- | ------------------ | ----------------- | --------------- | -------- | --------------- |
| 01. | 16. Mai 1910       | Duisburg          | Deutsches Reich | 0:3      | Belgien         |
| 02. | 23. April 1911     | Lüttich           | Belgien         | 2:1      | Deutsches Reich |
| 03. | 23. November 1913  | Antwerpen         | Belgien         | 6:2      | Deutsches Reich |
| 04. | 22. Oktober 1933   | Magdeburg         | Deutsches Reich | 8:1      | Belgien         |
| 05. | 27. Mai 1934       | Florenz           | Belgien         | 2:5      | Deutsches Reich |
| 06. | 28. April 1935     | Brüssel           | Belgien         | 1:6      | Deutsches Reich |
| 07. | 25. April 1937     | Hannover          | Deutsches Reich | 1:0      | Belgien         |
| 08. | 29. Januar 1939    | Brüssel           | Belgien         | 1:4      | Deutsches Reich |
| 09. | 26. September 1954 | Brüssel           | Belgien         | 2:0      | BR Deutschland  |
| 10. | 23. Dezember 1956  | Köln              | BR Deutschland  | 4:1      | Belgien         |
| 11. | 2. März 1958       | Brüssel           | Belgien         | 0:2      | BR Deutschland  |
| 12. | 8. März 1961       | Frankfurt am Main | BR Deutschland  | 1:0      | Belgien         |
| 13. | 6. März 1968       | Brüssel           | Belgien         | 1:3      | BR Deutschland  |
| 14. | 14. Juni 1972      | Antwerpen         | Belgien         | 1:2      | BR Deutschland  |
| 15. | 22. Juni 1980      | Rom               | Belgien         | 1:2      | BR Deutschland  |
| 16. | 22. September 1982 | München           | BR Deutschland  | 0:0      | Belgien         |
| 17. | 29. Februar 1984   | Brüssel           | Belgien         | 0:1      | BR Deutschland  |
| 18. | 1. Mai 1991        | Hannover          | Deutschland     | 1:0      | Belgien         |
| 19. | 20. November 1991  | Brüssel           | Belgien         | 0:1      | Deutschland     |
| 20. | 2. Juli 1994       | Chicago           | Belgien         | 2:3      | Deutschland     |
| 21. | 23. August 1995    | Brüssel           | Belgien         | 1:2      | Deutschland     |
| 22. | 31. März 2004      | Köln              | Deutschland     | 3:0      | Belgien         |
| 23. | 20. August 2008    | Nürnberg          | Deutschland     | 2:0      | Belgien         |
| 24. | 3. September 2010  | Brüssel           | Belgien         | 0:1      | Deutschland     |
| 25. | 11. Oktober 2011   | Düsseldorf        | Deutschland     | 3:1      | Belgien         |
| 26. | 28. März 2023      | Köln              | Deutschland     | 2:3      | Belgien         |

### Länderspiele gegen dieFußballnationalmannschaft der DDR
|     | Datum              | Ort       | Heimmannschaft                  | Resultat | Gastmannschaft                  |
| --- | ------------------ | --------- | ------------------------------- | -------- | ------------------------------- |
| 01. | 18. April 1973     | Antwerpen | Belgien                         | 3:0      | Deutsche Demokratische Republik |
| 02. | 13. März 1974      | Berlin    | Deutsche Demokratische Republik | 1:0      | Belgien                         |
| 03. | 7. Dezember 1974   | Leipzig   | Deutsche Demokratische Republik | 0:0      | Belgien                         |
| 04. | 27. September 1975 | Brüssel   | Belgien                         | 1:2      | Deutsche Demokratische Republik |
| 05. | 19. April 1978     | Leipzig   | Deutsche Demokratische Republik | 0:0      | Belgien                         |
| 06. | 30. März 1983      | Leipzig   | Deutsche Demokratische Republik | 1:2      | Belgien                         |
| 07. | 27. April 1983     | Brüssel   | Belgien                         | 2:1      | Deutsche Demokratische Republik |
| 08. | 12. September 1990 | Brüssel   | Belgien                         | 0:2      | Deutsche Demokratische Republik |

### Länderspiele gegen dieliechtensteinische Fußballnationalmannschaft
Gegen Liechtenstein wird erstmals in der Qualifikation für die WM 2026 gespielt.

### Länderspiele gegen dieluxemburgische Fußballnationalmannschaft
|     | Datum              | Ort       | Heimmannschaft | Resultat | Gastmannschaft |
| --- | ------------------ | --------- | -------------- | -------- | -------------- |
| 01. | 27. Mai 1928       | Amsterdam | Belgien        | 5:3      | Luxemburg      |
| 02. | 13. März 1938      | Luxemburg | Luxemburg      | 2:3      | Belgien        |
| 03. | 13. Mai 1945       | Luxemburg | Luxemburg      | 4:1      | Belgien        |
| 04. | 23. Februar 1946   | Charleroi | Belgien        | 7:0      | Luxemburg      |
| 05. | 19. März 1967      | Luxemburg | Luxemburg      | 0:5      | Belgien        |
| 06. | 22. November 1967  | Brügge    | Belgien        | 3:0      | Luxemburg      |
| 07. | 20. Mai 1971       | Luxemburg | Luxemburg      | 0:4      | Belgien        |
| 08. | 7. November 1971   | Verviers  | Belgien        | 1:0      | Luxemburg      |
| 09. | 27. Februar 1980   | Brüssel   | Belgien        | 5:0      | Luxemburg      |
| 10. | 14. Oktober 1986   | Luxemburg | Luxemburg      | 0:6      | Belgien        |
| 11. | 11. November 1987  | Brüssel   | Belgien        | 3:0      | Luxemburg      |
| 12. | 1. Juni 1989       | Lille     | Belgien        | 5:0      | Luxemburg      |
| 13. | 25. Oktober 1989   | Brüssel   | Belgien        | 1:1      | Luxemburg      |
| 14. | 27. Februar 1991   | Brüssel   | Belgien        | 3:0      | Luxemburg      |
| 15. | 11. September 1991 | Luxemburg | Luxemburg      | 0:2      | Belgien        |
| 16. | 18. November 1998  | Luxemburg | Luxemburg      | 0:0      | Belgien        |
| 17. | 1. März 2006       | Luxemburg | Luxemburg      | 0:2      | Belgien        |
| 18. | 19. November 2008  | Luxemburg | Luxemburg      | 1:1      | Belgien        |
| 19. | 26. Mai 2014       | Genk      | Belgien        | 5:1      | Luxemburg      |
| 20. | 8. Juni 2024       | Brüssel   | Belgien        | 3:0      | Luxemburg      |

### Länderspiele gegen dieösterreichische Fußballnationalmannschaft
|     | Datum             | Ort       | Heimmannschaft | Resultat | Gastmannschaft |
| --- | ----------------- | --------- | -------------- | -------- | -------------- |
| 01. | 13. Dezember 1925 | Lüttich   | Belgien        | 3:4      | Österreich     |
| 02. | 22. Mai 1927      | Wien      | Österreich     | 4:1      | Belgien        |
| 03. | 8. Januar 1928    | Brüssel   | Belgien        | 1:2      | Österreich     |
| 04. | 11. Dezember 1932 | Brüssel   | Belgien        | 1:6      | Österreich     |
| 05. | 11. Juni 1933     | Wien      | Österreich     | 4:1      | Belgien        |
| 06. | 14. Oktober 1951  | Brüssel   | Belgien        | 1:8      | Österreich     |
| 07. | 23. März 1952     | Wien      | Österreich     | 2:0      | Belgien        |
| 08. | 24. Mai 1959      | Brüssel   | Belgien        | 0:2      | Österreich     |
| 09. | 14. Juni 1959     | Wien      | Österreich     | 4:2      | Belgien        |
| 10. | 22. März 1978     | Charleroi | Belgien        | 1:0      | Österreich     |
| 11. | 28. März 1979     | Brüssel   | Belgien        | 1:1      | Österreich     |
| 12. | 2. Mai 1979       | Wien      | Österreich     | 0:0      | Belgien        |
| 13. | 12. Oktober 2010  | Brüssel   | Belgien        | 4:4      | Österreich     |
| 14. | 25. März 2011     | Wien      | Österreich     | 0:2      | Belgien        |
| 15. | 17. Juni 2023     | Brüssel   | Belgien        | 1:1      | Österreich     |
| 16. | 13. Oktober 2023  | Wien      | Österreich     | 2:3      | Belgien        |

### Länderspiele gegen dieSchweizer Fussballnationalmannschaft
|     | Datum             | Ort       | Heimmannschaft | Resultat | Gastmannschaft |
| --- | ----------------- | --------- | -------------- | -------- | -------------- |
| 01. | 20. Februar 1912  | Antwerpen | Belgien        | 9:2      | Schweiz        |
| 02. | 4. Mai 1913       | Basel     | Schweiz        | 1:2      | Belgien        |
| 03. | 2. November 1913  | Verviers  | Belgien        | 2:0      | Schweiz        |
| 04. | 24. Mai 1925      | Lausanne  | Schweiz        | 0:0      | Belgien        |
| 05. | 6. Dezember 1931  | Brüssel   | Belgien        | 2:1      | Schweiz        |
| 06. | 12. März 1933     | Zürich    | Schweiz        | 3:3      | Belgien        |
| 07. | 30. Mai 1935      | Brüssel   | Belgien        | 2:2      | Schweiz        |
| 08. | 24. Mai 1936      | Basel     | Schweiz        | 1:1      | Belgien        |
| 09. | 18. April 1937    | Brüssel   | Belgien        | 1:2      | Schweiz        |
| 10. | 8. Mai 1938       | Lausanne  | Schweiz        | 0:3      | Belgien        |
| 11. | 14. Mai 1939      | Lüttich   | Belgien        | 1:2      | Schweiz        |
| 12. | 2. November 1947  | Genf      | Schweiz        | 4:0      | Belgien        |
| 13. | 2. Oktober 1949   | Brüssel   | Belgien        | 3:0      | Schweiz        |
| 14. | 22. November 1953 | Zürich    | Schweiz        | 2:2      | Belgien        |
| 15. | 11. März 1956     | Brüssel   | Belgien        | 1:3      | Schweiz        |
| 16. | 26. Mai 1958      | Zürich    | Schweiz        | 0:2      | Belgien        |
| 17. | 27. März 1960     | Brüssel   | Belgien        | 3:1      | Schweiz        |
| 18. | 20. November 1960 | Brüssel   | Belgien        | 2:4      | Schweiz        |
| 19. | 20. Mai 1961      | Lausanne  | Schweiz        | 2:1      | Belgien        |
| 20. | 15. April 1964    | Genf      | Schweiz        | 2:0      | Belgien        |
| 21. | 22. Oktober 1966  | Brügge    | Belgien        | 1:0      | Schweiz        |
| 22. | 1. Mai 1974       | Genf      | Schweiz        | 0:1      | Belgien        |
| 23. | 6. Oktober 1982   | Brüssel   | Belgien        | 3:0      | Schweiz        |
| 24. | 9. November 1983  | Bern      | Schweiz        | 3:1      | Belgien        |
| 25. | 19. Oktober 1988  | Brüssel   | Belgien        | 1:0      | Schweiz        |
| 26. | 11. Oktober 1989  | Basel     | Schweiz        | 2:2      | Belgien        |
| 27. | 28. Mai 2016      | Genf      | Schweiz        | 1:2      | Belgien        |
| 28. | 12. Oktober 2018  | Brüssel   | Belgien        | 2:1      | Schweiz        |
| 29. | 18. November 2018 | Luzern    | Schweiz        | 5:2      | Belgien        |
| 30. | 11. November 2020 | Löwen     | Belgien        | 2:1      | Schweiz        |